# 訃報 1978年3月
訃報 1978年3月（ふほう 1978ねん3がつ）では、1978年（昭和53年）3月中に物故した、又は物故が報じられた人物についてまとめる。

## （1日 - 15日）

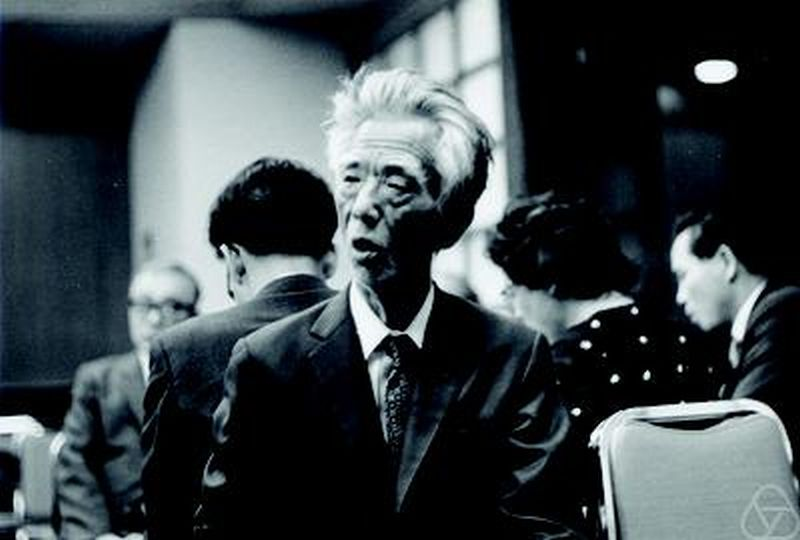
岡潔／3月1日没

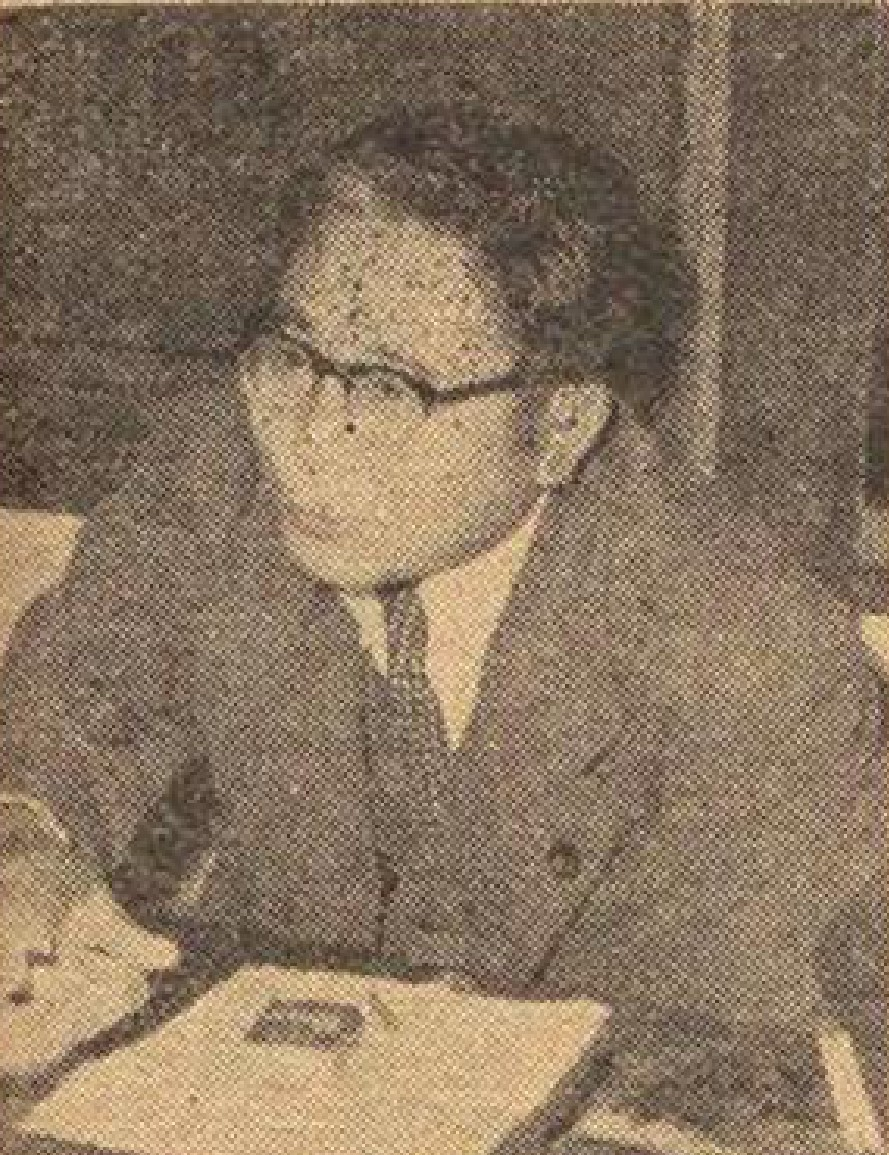
田中織之進／3月2日没

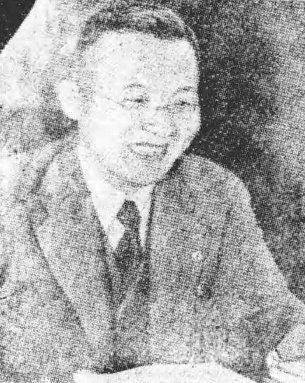
川西實三／3月3日没

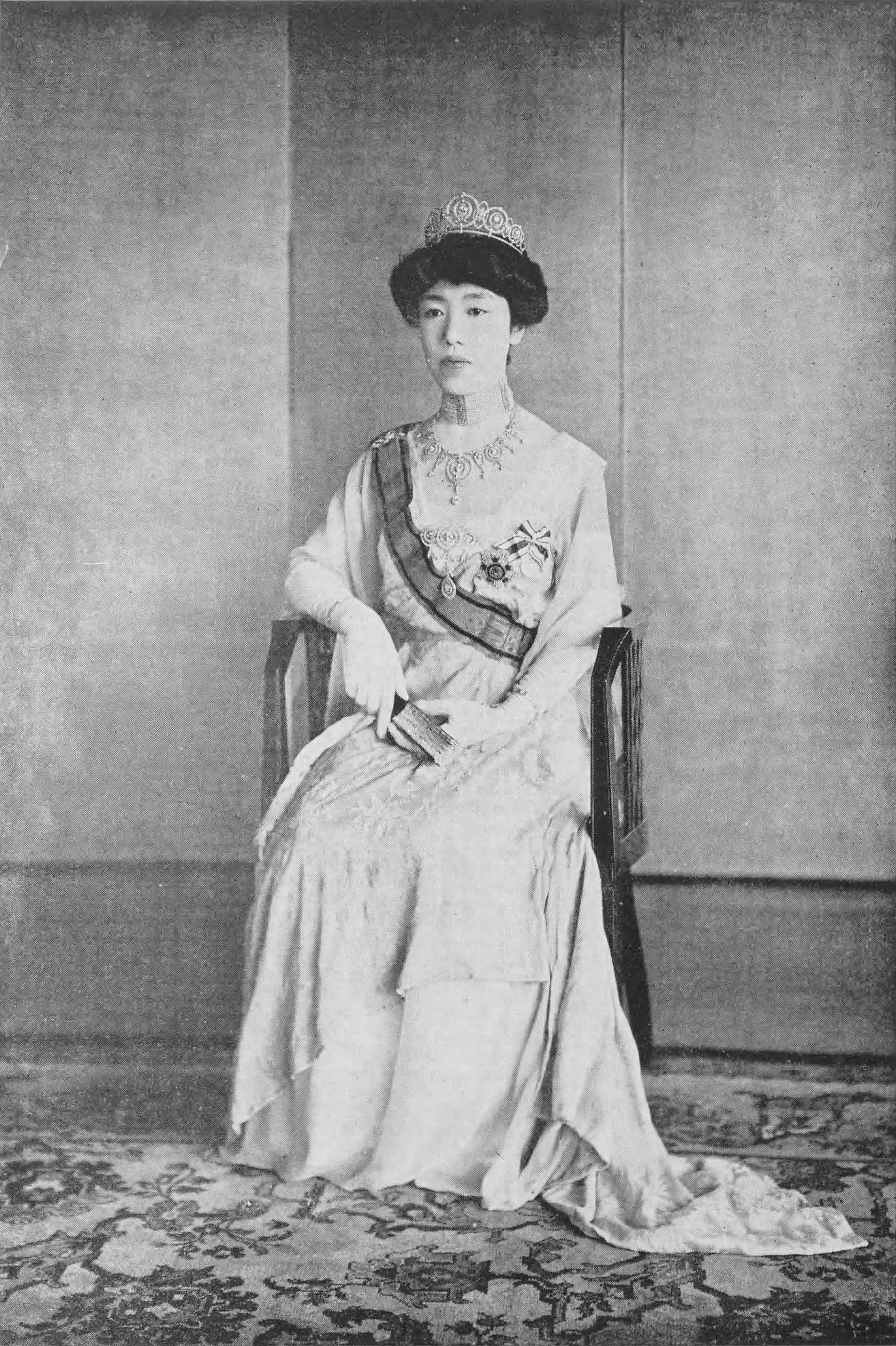
東久邇聡子／3月5日没

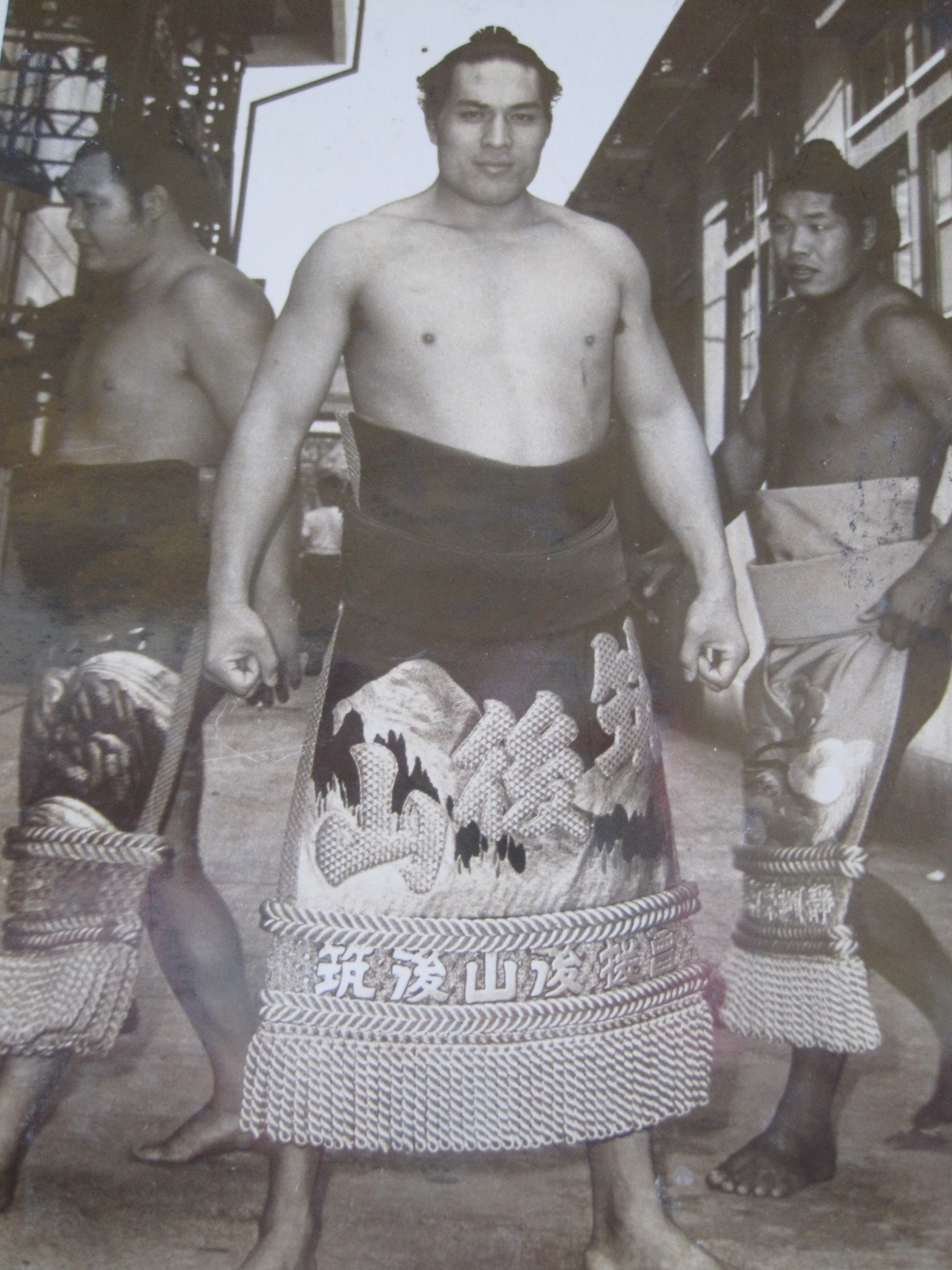
筑後山一政／3月12日没

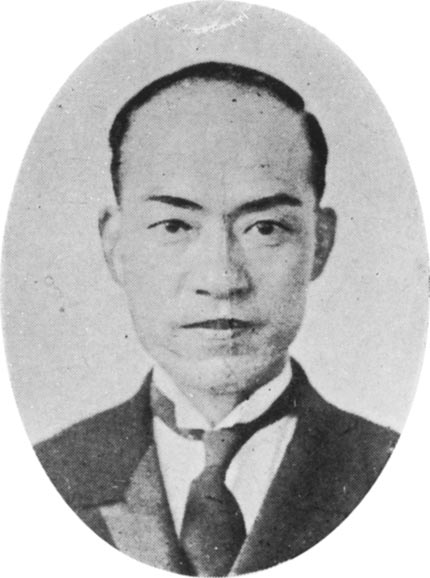
纐纈弥三／3月15日没

- 3月1日 - 岡潔、数学者（* 1901年）
- 3月2日 - 田中織之進、政治家・新聞記者（* 1911年）
- 3月3日 - 川西實三、内務官僚・日本赤十字社社長（* 1889年）
- 3月5日 - 東久邇聡子、旧皇族（* 1896年）
- 3月5日 - 秋山謙蔵、歴史学者（* 1903年）
- 3月7日 - 沖野亦男、海軍軍人（* 1898年）
- 3月8日 - 桂文治 (9代目)、落語家（* 1892年）
- 3月8日 - 永瀬義郎、版画家・画家（* 1891年）
- 3月10日 - 能島武文、演劇評論家・劇作家・翻訳家（* 1898年）
- 3月10日 - 長谷川才次、時事通信社初代代表取締役（* 1903年）
- 3月10日 - 関良一、日本近代文学研究者（* 1917年）
- 3月12日 - 筑後山一政、元大相撲力士（* 1926年）
- 3月15日 - 池野勇、医師・社会福祉家・動物愛護者（* 1888年）
- 3月15日 - 纐纈弥三、内務官僚・政治家（* 1893年）
- 3月15日 - 三濱洋俊明、大相撲力士（* 1919年）

## （16日 - 31日）

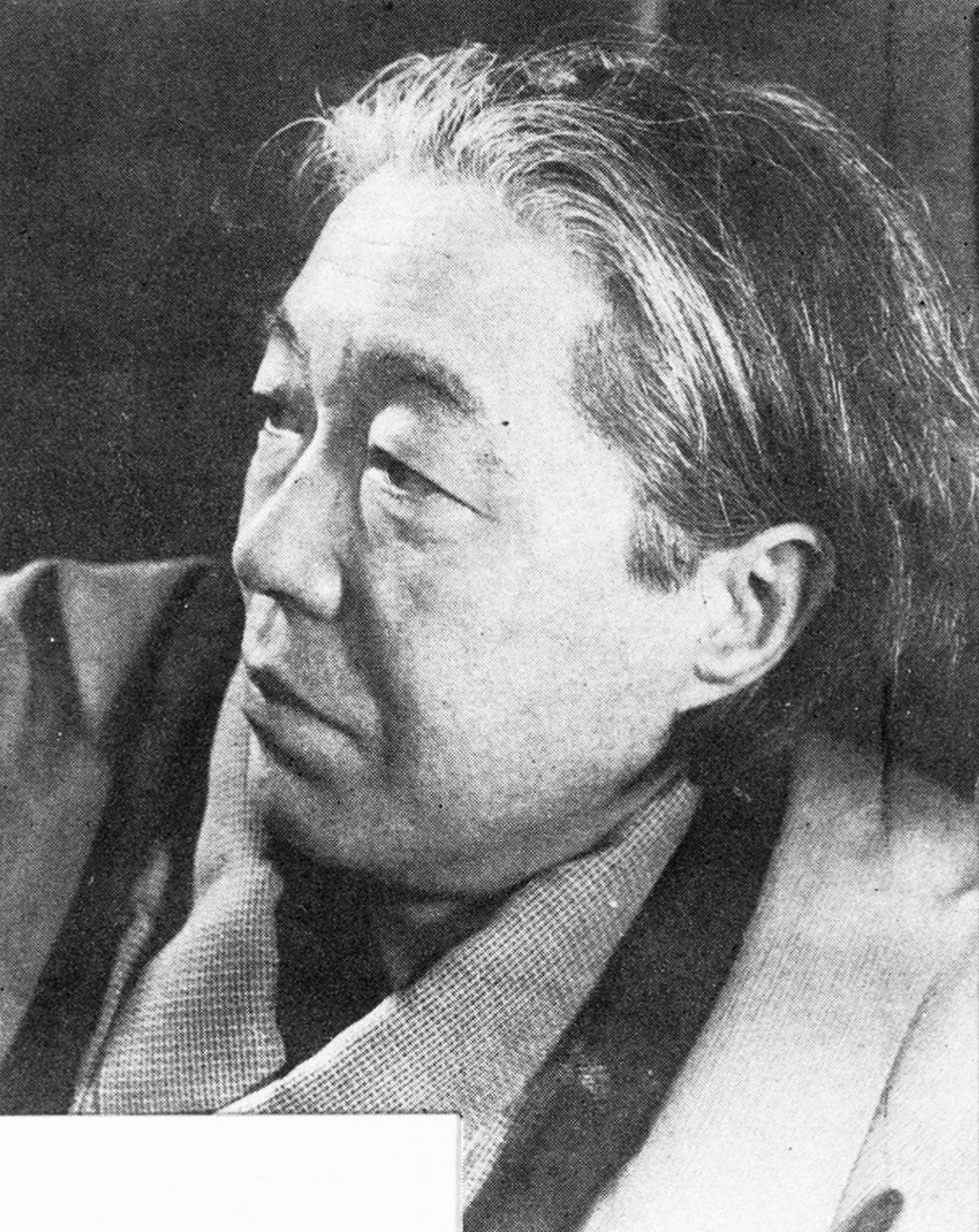
山手樹一郎／3月16日没

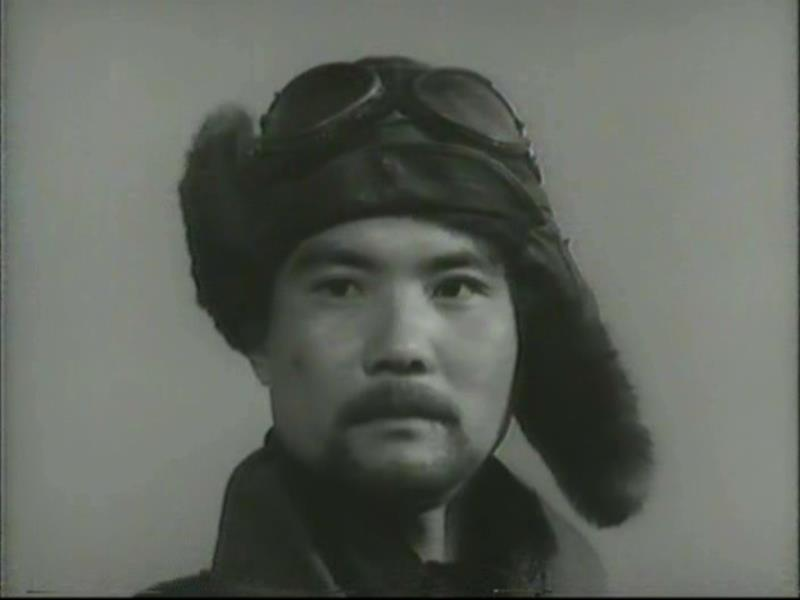
河野秋武／3月17日没

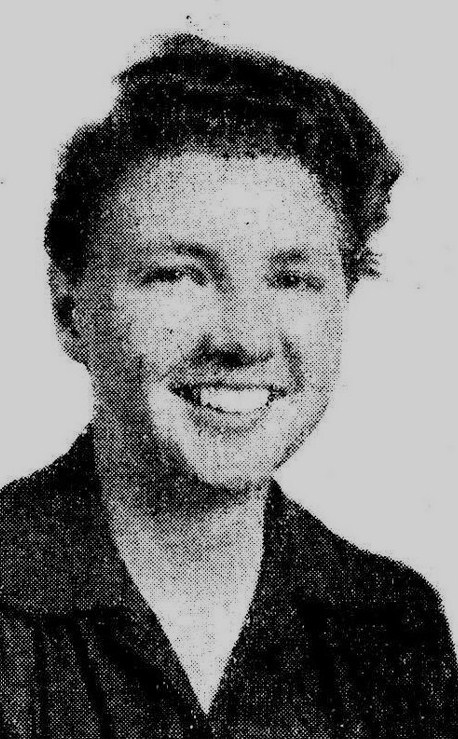
リイ・ブラケット／3月18日没

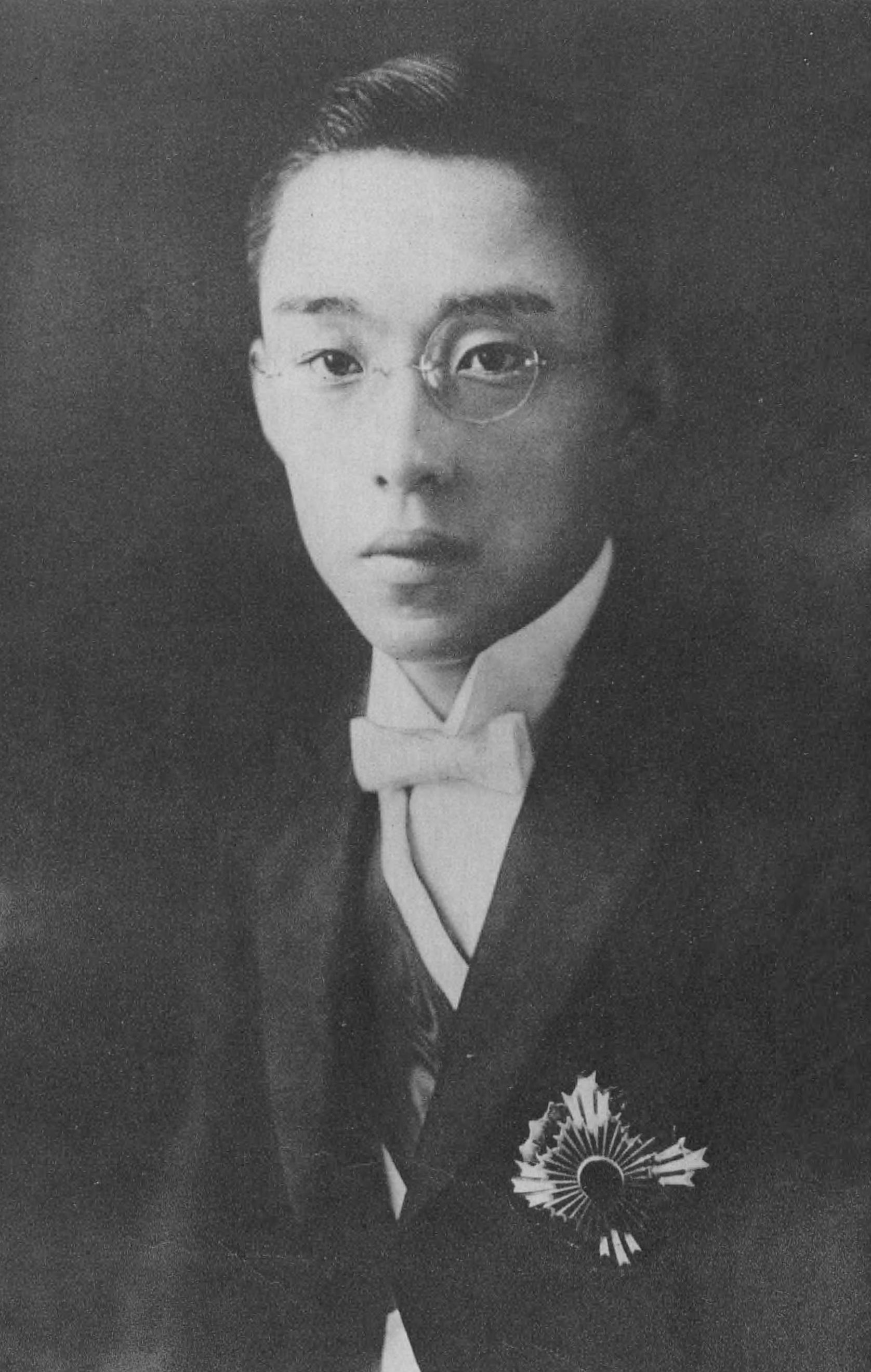
筑波藤麿／3月20日没

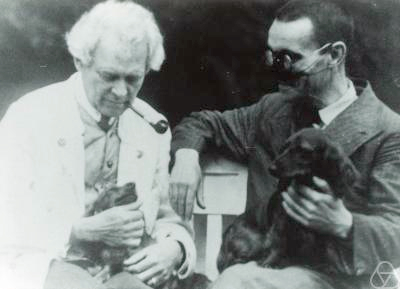
ガストン・ジュリア（右）／3月23日没

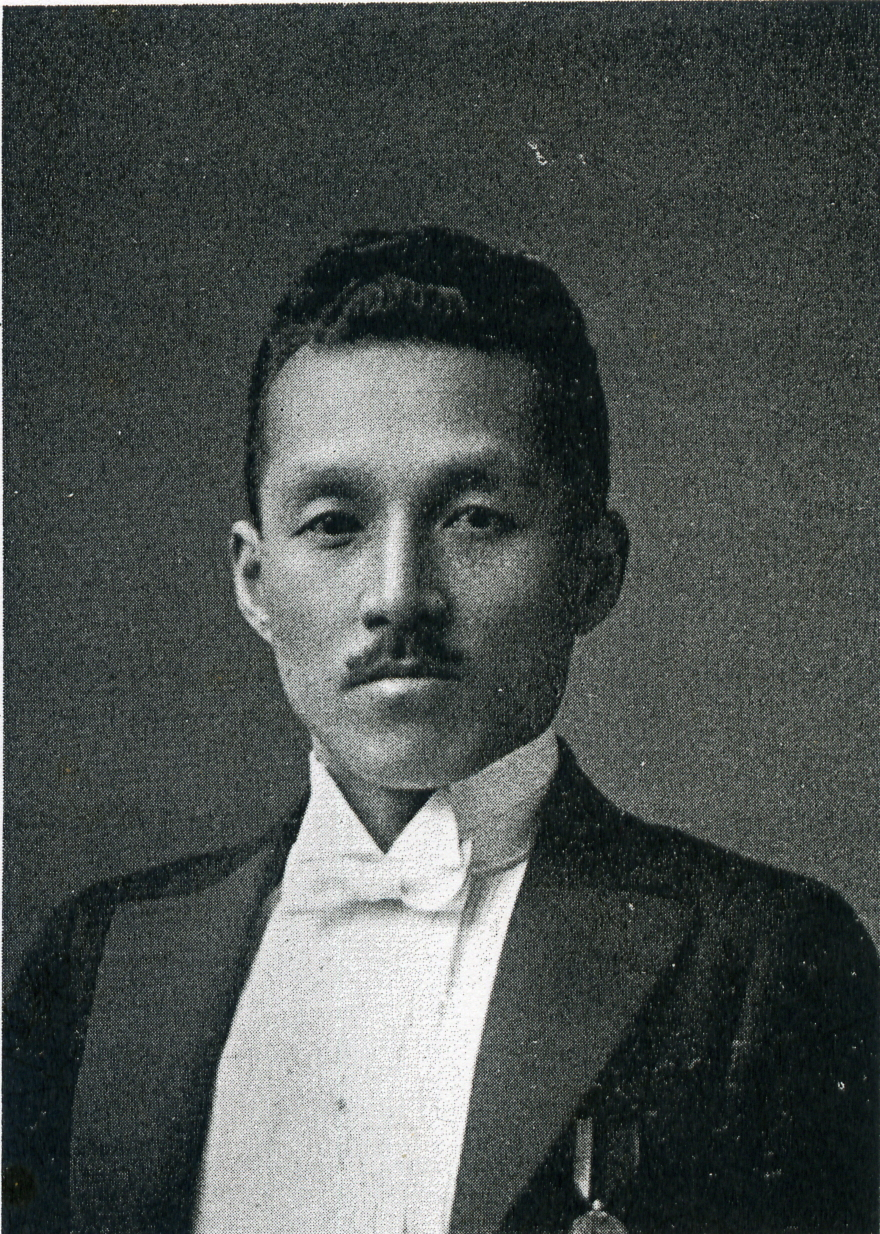
片野重脩／3月27日没

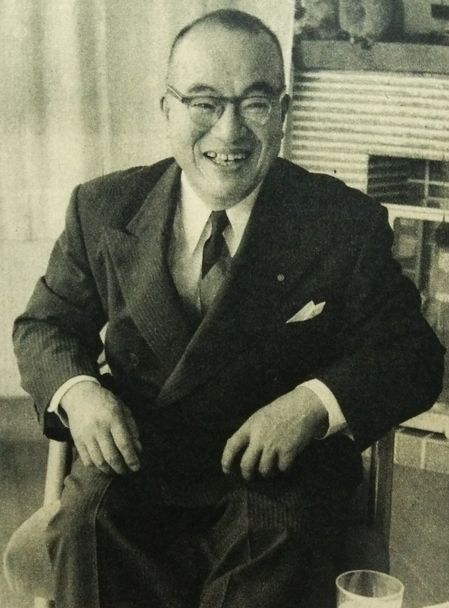
野田誠三／3月28日没

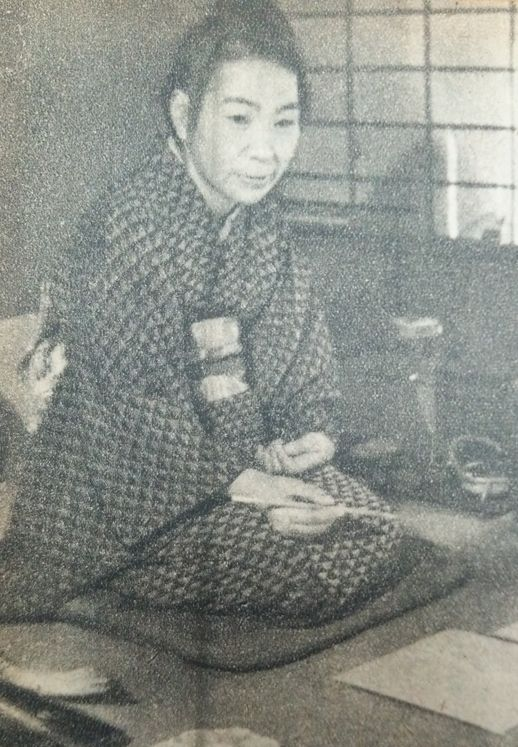
生田花朝女／3月29日没

- 3月16日 - 山手樹一郎、小説家（* 1899年）
- 3月17日 - 河野秋武、俳優（* 1911年）
- 3月17日 - 狛林正一、作曲家（* 1927年）
- 3月18日 - リイ・ブラケット、SF作家（* 1915年）
- 3月20日 - 内藤豊次、実業家、エーザイ創業者（* 1889年）
- 3月20日 - 筑波藤麿、元皇族・元華族（* 1905年）
- 3月21日 - 飯沼守、陸軍軍人（* 1888年）
- 3月23日 - ガストン・ジュリア、数学者（* 1893年）
- 3月25日 - 橋本凝胤、仏教学者（* 1897年）
- 3月27日 - 堀進二、彫刻家（* 1890年）
- 3月27日 - 片野重脩、政治家、実業家（* 1891年）
- 3月27日 - 三枝康高、日本近代文学研究者・文芸評論家（* 1917年）
- 3月27日 - 鈴木武樹、ドイツ文学者・評論家（* 1934年）
- 3月28日 - 野田誠三、実業家（* 1895年）
- 3月29日 - 生田花朝女、日本画家（* 1889年）
- 3月30日 - 丹羽喬四郎、内務官僚・政治家（* 1904年）
- 日付不明 - 山崎亭治、ホーリネス教会の牧師（* 1884年）